# تل الثعالب
تل الثعالب قرية سوريّة تتبع إداريّاً لمحافظة حلب منطقة عفرين ناحية شيخ الحديد، بلغ تعداد سكانها 497 نسمة حسب التعداد السكاني لعام 2004.